# William Nicholson (pisarz)
William Benedict Nicholson (ur. 12 stycznia 1948 w Lewes) – brytyjski scenarzysta, dramaturg oraz pisarz, odznaczony Orderem Imperium Brytyjskiego IV klasy (OBE). W swojej karierze dwukrotnie nominowany do Oskara.

## Książki
Książki fantasy
- Trylogia Ognisty wiatr (Wind On Fire):
  - Pieśniarz wiatru (The Wind Singer) (2000)
  - Niewolni (Slaves of the Mastery) (2001)
  - Pieśń ognia (Firesong) (2002)
- Trylogia Noble Warriors
  - Seeker (2005)
  - Jango (2006)
  - Noman (2007)

Powieści
- The Society of Others (2004)
- Sąd nad prawdziwą miłością (The Trial of True Love) (2005)
- The Secret Intensity of Everyday Life (2009)
- Rich and Mad (2010)
- All The Hopeful Lovers (2010)
- Wojna uczuć (Motherland) (2013)